# Мальцев, Игорь Михайлович (футболист)
Игорь Михайлович Мальцев (бел. Ігар Міхайлавіч Мальцаў; род. 11 марта 1986, Першемайский, Гродненская область) — белорусский футболист, защитник.

## Биография
Долгое время играл за минский «МТЗ-РИПО», с 2005 был игроком основного состава.
В 2010 оказался в «Гомеле», где стал основным защитником. В сезоне 2011 потерял место в основе и в июле 2011 был отдан в аренду бобруйской «Белшине».
В январе 2012 подписал контракт с «Белшиной» на постоянной основе, но в августе того же года перешёл в «Городею». В составе «Городеи» закрепился на позиции основного левого защитника. В Первой лиге 2014 стал единственным полевым игроком, который провёл от начала до конца все матчи.
В январе 2015 года продлил контракт с «Городеей». По итогам сезона 2015 помог «сахарным» выйти в Высшую лигу. В январе 2016 года покинул клуб.
В феврале 2016 года прибыл на просмотр в мозырскую «Славию» и вскоре подписал контракт. По окончании сезона 2016 стало известно, что Мальцев покидает «Славию» и завершает карьеру.

### В сборной
Выступал за молодёжную сборную Беларуси.

## Достижения
- Бронзовый призёр Чемпионата Беларуси (2): 2005, 2008
- Обладатель Кубка Беларуси (3): 2004/05, 2007/08, 2010/11
- Чемпион Первой лиги Беларуси: 2010